# Click and Boat
Click and Boat to firma z siedzibą w Paryżu, która prowadzi platformę czarteru jachtów online, umożliwiającą prywatnym i profesjonalnym właścicielom wypożyczanie łodzi wczasowiczom i innym entuzjastom żeglarstwa, w oparciu o model współdzielonej ekonomii. Firma została założona we wrześniu 2013 r. Przez francuskich przedsiębiorców Edouarda Gorioux i Jérémiego Bismuth.
Click&Boat skupia ponad 5 milionów miłośników żeglarstwa z całego świata, oferując im ponad 45 000 łodzi dostępnych do czarteru w ponad 600 miejscach w Europie i świecie. Platforma jest dostępna w języku angielskim (amerykański, brytyjski i międzynarodowy biznesowy angielski), francuskim, niemieckim, hiszpańskim, włoskim, rosyjskim, greckim, holenderskim, portugalskim, polskim i szwedzkim.

## Historia
Jérémy Bismuth i Edouard Gorioux, dwaj przedsiębiorcy z Marsylii i Wielkiej Brytanii, założyli Click&Boat we wrześniu 2013 r., Uruchamiając witrynę internetową w grudniu 2013 r. Startup zebrał 200 000 euro od prywatnych inwestorów w kwietniu 2014 r. Miesiąc później, Click&Boat dołączył do inkubatora Uniwersytetu Paris Dauphine z pięcioma członkami. Do czerwca 2014 r. Na platformie dostępnych było ponad 500 łodzi we Francji i Europie. Firma oferuje szeroką gamę jachtów, od łodzi motorowych, po żaglówki, katamarany, pontony RIB, aż do housebot i jachty luksusowe. W grudniu 2014 roku, rok po uruchomieniu platformy, Click&Boat uruchomił swoją pierwszą aplikację mobilną. Od lipca 2014 r. do lipca 2015 r. firma odnotowała wzrost o 1000%. Do września 2015 r. Właściciele jachtów umieszczający swoje łodzie na platformie zarobili 2 mln euro, podczas gdy firma zebrała 500 000 euro w grudniu 2015 r. na rozszerzenie swoich usług. W tym samym miesiącu zespół Click&Boat wziął udział w Międzynarodowych Targach Łodzi w Paryżu. W listopadzie 2016 r. Firma kupiła swojego francuskiego konkurenta Sailsharing i stała się liderem w czarterze jachtów typu peer-to-peer we Francji, zwiększając notowania o 30%. W tym samym miesiącu, na krótko przed swoim udziałem w Salonie Nautique International w Paryżu, startup ogłosił rundę finansowania w wysokości 1 mln euro pozyskaną z funduszu OLMA w celu przyspieszenia swojego międzynarodowego rozwoju, zwiększając łączną kwotę pozyskanego kapitału od momentu jego uruchomienia do 1,7 mln euro. Click&Boat uruchomiło również swoją amerykańską stronę w lutym 2017 r. Łączna wartość rezerwacji dokonanych w 2017 r. wyniosła 15 mln EUR.
W listopadzie 2017 r. Click&Boat ogłosiło otwarcie platformy dla profesjonalnych armatorów czarterujących jachty, obierając za cel zwiększenie dostępnej na platformie floty do 30 000 i rozszerzając działalność na 50 krajów do końca 2018 r. Dwa miesiące później, w styczniu 2018 r., Francuski żeglarz Francois Gabart dołączył do firmy jako udziałowiec i oficjalny ambasador, wystawiając na platformie własną łódź.
W czerwcu 2018 r. Click&Boat zebrał 4 mln euro od poprzednich inwestorów, aby przyspieszyć swój międzynarodowy rozwój. Współzałożyciel firmy, Edouard Gorioux, powiedział dla CNN: „Naszym celem jest zostanie międzynarodowym liderem, tak jak Airbnb zajmuje się apartamentami”. Szczególnie, że większość rezerwacji dokonywana jest przez klientów spoza terytorium Francji. Firma otworzyła biuro w Marsylii w marcu 2019 r., zatrudniając 50 nowych pracowników. Marsylia znajduje się w pobliżu Calanques, popularnego wśród żeglarzy miejsca w południowej Francji. W sierpniu 2019 roku platforma posiadała w swojej ofercie ponad 30 000 łodzi w ponad 50 krajach na całym świecie.
W marcu 2020 r. Click&Boat dokonuje pierwszego międzynarodowego przejęcia, kupując swojego niemieckiego rywala Scansail.
W lipcu 2020 r. Grupa Click&Boat otworzyła swoje piąte biuro w Barcelonie i ustanowiła punkt odniesienia w światowej turystyce morskiej, dodając do swojej platformy 10 000 łodzi po przejęciu konkurenta numer jeden, hiszpańskiej firmy Nautal.
W lipcu 2021 r. Click&Boat Group nawiązała współpracę z funduszami inwestycyjnymi Permira oraz Boats Group, w celu umocnienia swojej międzynarodowej pozycji w branży.

## Model biznesowy
Click&Boat łączy profesjonalnych armatorów oraz prywatnych właścicieli łodzi z pasjonatami żeglarstwa. Ci pierwsi mogą więc czerpać zyski ze swoich jachtów, ponieważ ich utrzymanie często może być kosztowne i średnio używane tylko przez 10 dni w roku. Wynajem łodzi od prywatnego właściciela może być nawet trzy razy tańszy, niż robienie tego za pośrednictwem profesjonalnej firmy. Model biznesowy przedsiębiorstwa opiera się na dwóch aktualnych trendach: konsumpcji współdzielonej lub ekonomii współdzielenia, w której usługi są przedkładane nad własność, oraz na rozwoju turystyki online poprzez strony internetowe poświęcone podróżom. CNN określił firmę jako „Airbnb na wodzie”, podczas gdy The Times nazwał ją „Uberem świata łodzi”. Od 2015 r. przedsiębiorstwo podwaja swoje obroty w ujęciu rocznym.

## Koncepcja
Właściciele łodzi mogą wynająć swoje jachty ze sternikiem lub bez, albo mogą sami zostać kapitanem jednostki. W większości lokalizacji ubezpieczenie od ryzyk związanych z żeglowaniem jest oferowane w ramach partnerstwa z firmą ubezpieczeniową Allianz.

## Nagrody
W 2016 roku startup znalazł się w rankingu Frenchweb FW500, obejmującym 500 najlepszych francuskich firm cyfrowych. Francuska gazeta L’Express umieściła Click&Boat wśród 200 najlepszych startupów w tym samym roku.